# Sanofi
Sanofi S.A. er et fransk multinationalt farmaceutisk firma med hovedkvarter i Paris, Frankrig. I 2013 var det verdens femtestørste sælger af receptpligtig medicin. Selskabet blev etableret i 1973 og fik sin nuværende form som Sanofi-Aventis i 2004 ved en fusion melem Aventis og Sanofi-Synthélabo, der hver for sig var produktet af flere tidligere fusioner. Navnet blev ændre til Sanofi i maj 2011. Sleskabet er registreret på aktieindekset Euro Stoxx 50.
Sanofi har udvikling, fremstilling og marketing af lægemidler, hovedsageligt receptpligtig medicin, men også håndkøbsmedicin. Selskabet har syv overordnede områder; centralnervesystemet, diabetes, hjertekar-kredsløbet, intern medicin, onkologi, trombose og vacciner (det er verdens største producent af vacciner via datterselskabet Sanofi Pasteur).
I 2017 skabte Sanofis vaccine mod denguefeber kalde Dengvaxia, kritik, da den forårsagede at nogle af de unge børn, som var blevet vaccineret, fik stærkere tilfælde af sygdommen. The New York Times skrev at det var selskabets aggressive markedsføringskampagne, der var årsagen til at vaccinen var blevet lanceret inden den var undersøgt grundigt nok.